# طوطی‌تباران آسیایی
طوطی‌تباران آسیایی (به لاتین: Psittaculini) یک تبار از طوطی‌ها از خانواده طوطیان سبز است. زیرتقسیم‌های درون تبار بحث‌برانگیز است.